# Honda FC
Honda F.C. (ホンダFC Honda Efu Shī?) es un equipo de fútbol profesional que juega en la cuarta división de su país que es la Japan Football League. Tiene su sede en Hamamatsu, Prefectura de Shizuoka.

## Historia
El equipo fue llamado al momento de su fundación como Honda Motor Hamamatsu Soccer Club en 1971. Ellos avanzaron a la División 2 de la Japan Soccer League en 1975 y a la División 1 de la misma en 1981.
A comienzos de los años 90 se consideró que el club podría tener posibilidades de volverse un equipo ganador en lo profesional y participar en la J. League. Por ello buscaron fusionarse con su club hermano Honda Motor de Sayama F.C. y Urawa fue elegida como posible localidad. Sin embargo, no lo lograron debido a que Honda Motor se abstuvo por permanecer fiel a sus principios de mantener sus negocios e ingresos de la famosa empresa ensambladora de automóviles.
Como resultado de esta decisión, muchos jugadores dejaron el club. El equipo restante jugó en la liga ya formada Japan Football League de la Primera División en 1992 y finalizó de noveno de diez equipos. Ellos bajaron a Segunda División como resultado de los problemas de aquel año pero enseguida quedaron campeones en 1993 y volviendo a subir a primera. Las 2 divisiones fueron fusionadas en 1994 y este se unión a la nueva liga.
En 1996 ganaron el campeonato de la JFL. En ese año, El club hizo un segundo esfuerzo por ser profesional. Ellos se pudieron unir a la J. League bajo el nuevo nombre de Acute Hamamatsu pero el estadio no apto y la falta de apoyo de la gente en los estadios porque estaba muy cerca el estadio de Júbilo Iwata, equipo de Yamaha Motor Corporation). La rivalidad entre Júbilo Iwata y Honda FC era un derby de los más apasionantes en la JSL. Ésta rivalidad fue conocida como 天竜川決戦 (Tenryu-Derby).
En 1999, La JFL nuevamente fue reorganizada y nombrada como nuevo JFL. Ellos se han mantenido en la liga hasta ahora.
El Honda tiene historial de club alto, siendo uno de los contendientes de la Liga durante los años 80, e incluso en la segunda división (la antigua JFL) en los 90. La falta de seguidores en su propia ciudad, y la falta de apoyo de la empresa, empero, lo limitan a unas pocas temporadas estelares, como la del 2007, donde contra todo pronóstico derrotaron a los excampeones de Liga Kashiwa Reysol y al perenne contendiente de Primera, Nagoya Grampus, antes de caer ante los recién coronados campeones de Primera, el Kashima Antlers, en cuartos de final.

## Palmarés
- Japan Soccer League División 2: 1978, 1980
- Japan Football League (antigua): 1996
- Japan Football League (antigua) Division 2: 1993
- Japan Football League (actual): 2001, 2002, 2006, 2008
- All Japan Senior Football Championship (copa): 1999

## Resultados en JFL
1992: (JFL Div. 1, Noveno lugar)

1993: (JFL Div. 2, Campeones)

1994: (JFL, Noveno lugar))

1995: (JFL, Séptimo lugar))

1996: (JFL, Campeones)

1997: (JFL, Cuarto lugar)

1998: (JFL, Quinto lugar)

1999: (JFL, Segundo Lugar)

2000: (JFL, Segundo Lugar)

2001: (JFL, Campeones)

2002: (JFL, Campeones)

2003: (JFL, Segundo lugar)

2004: (JFL, Segundo lugar)

2005: (JFL, Quinto lugar)

2006: (JFL, Campeones)

2007: (JFL, Quinto lugar)

2008: (JFL, Campeones)

## Jugadores

### Plantilla Actual
al 15 de octubre, 2008